# Gandhi-Gedenkstein (Varanasi)

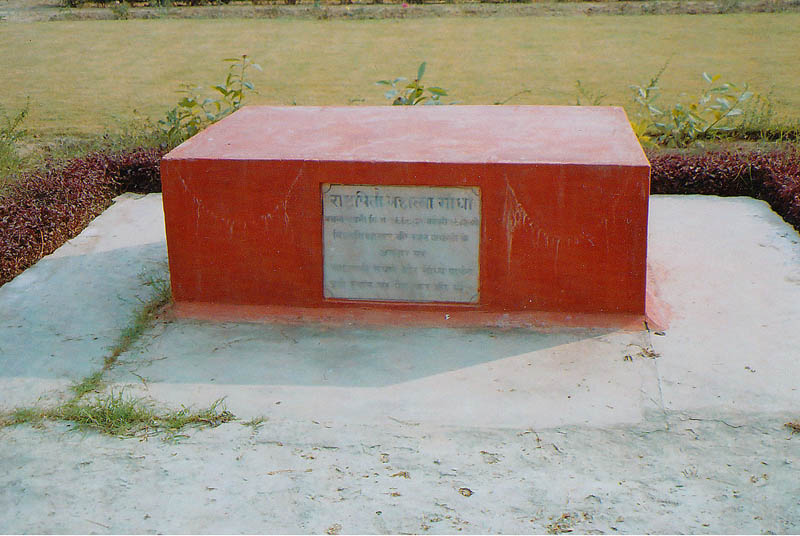
Gandhi-Gedenkstein auf dem BHU-Gelände in Varanasi (2002)

Der Gandhi-Gedenkstein auf dem Gelände der Benares Hindu University in Varanasi erinnert an Mahatma Gandhis Besuch an der Universität und im Haus von V. A. Sundaram im Januar 1942. Der Stein markiert eine Stelle im Garten von Sundarams Haus, an der Gandhi ein rituelles Gebet verrichtete. Gandhi besuchte das Haus mehrfach, davon abgeleitet trägt es die heutige Bezeichnung „Gandhi Bhawan“ (Gandhi-Haus).
In einigen Kartenwerken online findet man den Gedenkstein als Sehenswürdigkeit mit der Bezeichnung „Gandhi Chabutara“ (oder Chabutra) ausgewiesen (übersetzt etwa: Gebetsplattform).

## Gandhis Besuch 1942
Am 21. Januar 1942 kam Gandhi an die Benares Hindu University (BHU) als Ehrengast anlässlich deren Silberjubiläums. Gandhi hatte die Entwicklung der BHU seit ihrer Gründung 1916 eng begleitet und war dem Universitätsgründer Madan Mohan Malaviya freundschaftlich verbunden. Gandhis Kontakt zu Malaviya wurde in vielen Fällen befördert durch V. A. Sundaram. Er war zugleich Malaviyas persönlicher Sekretär und Gandhis langjähriger Schüler und Vertrauter.
Gandhi hielt an diesem Tag eine Festansprache und stattete am Abend Sundaram einen Besuch ab. Dessen Haus lag nur wenige Schritte hinter Malaviyas Haus und war Gandhi schon von früheren Besuchen gut vertraut. Auf Sundarams Bitte nahm Gandhi an einem rituellen Abendgebet („Sandhyavandana“) der Familie im Garten des Hauses teil.
An der exakten Stelle, an der Gandhi das Gebet sprach, ließ Sundaram nach dessen Tod 1948 den massiven Gedenkstein aufstellen. Eine Marmortafel an der Seite des Steins weist auf das Motiv hin (Inschrift auf Hindi, hier übersetzt):
Der Vater der Nation Mahatma Gandhi besuchte Varanasi anlässlich des Silberjubiläums der Benaras Hindu University am 21. Januar 1942 und verrichtete an dieser Stelle ein Sandhyavandana.

## V. A. Sundaram und Haus „Gandhi Bhawan“

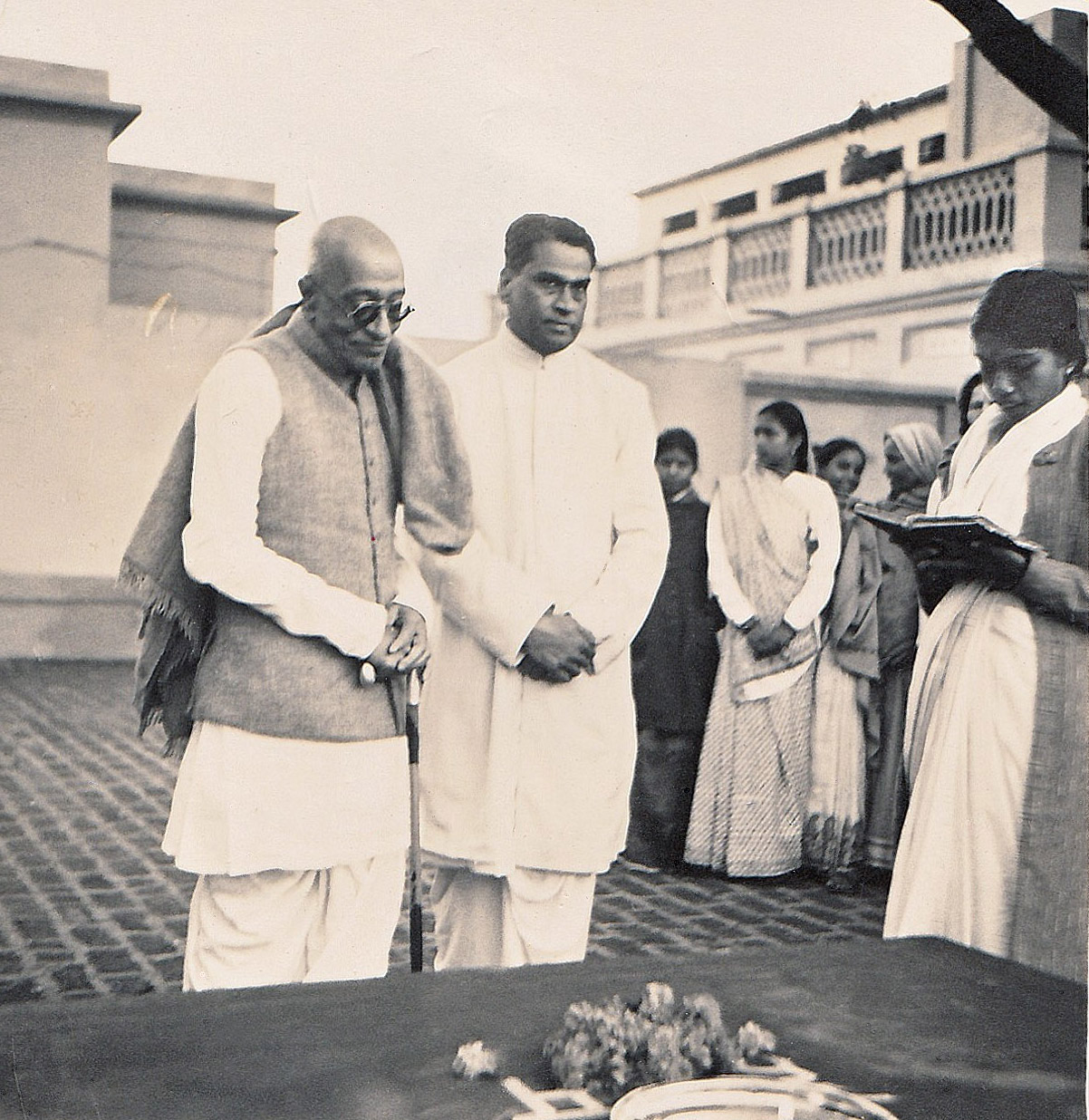
C. Rajagopalachari (links) mit V. A. Sundaram am Gandhi-Gedenkstein vor Sundarams Haus, 1948

Sundaram war mit 19 Jahren einer von Gandhis frühesten Schülern und Jüngern in Indien. 1915 und 1916 bewohnte er Gandhis erstes indisches Ashram von Kochrab bei Ahmedabad. Später engagierte er sich als Aktivist in der indischen Unabhängigkeitsbewegung und begegnete Malaviya, dem er Anfang 1926 nach Benares/Varanasi und an die BHU folgte.
Auf der Suche nach einer Unterkunft in Benares fand Sundaram auf dem noch weitgehend unbebauten Universitätsgelände ein eigenartiges Gebäude unter einem Baum („marble room“), das zuvor ein Sadhu bewohnt hatte. Sundaram bezog es mit Malaviyas Zustimmung und gab ihm den Namen „Krishnakutir“ (vgl. erhaltene Namenstafel am Seiteneingang des Hauses). In den folgenden 20 Jahren ließ die Universität das Haus für Sundaram und seine Familie zur heutigen Größe ausbauen.
Im eigenen Haus empfing Sundaram zahlreiche namhafte Gäste, darunter neben Gandhi führende Unabhängigkeitsaktivisten, Politiker, Schriftsteller und Wissenschaftler. Das Gästebuch signierten u. a. C. Rajagopalachari, S. Radhakrishnan, Vallabhbhai Patel, C. Vijayaraghavachariar, V. S. Srinivasa Sastri, P. S. Sivaswami Iyer, C. Y. Chintamani, M. S. Aney, N. Gopalaswami Ayyangar, T. Raghavaiah, T. Vijayaraghavacharya, William Somerset Maugham, James Cousins, K. S. Venkataramani, C. V. Raman, Birbal Sahni, Verrier Elwin, Pierre Cérésole, Ellen Wilkinson sowie die Korrespondenten vieler internationaler Zeitungen.
Einer der prominentesten Besucher des Hauses war Indiens Staatsoberhaupt C. Rajagopalachari im Jahr 1948. Als Governor-General gedachte er zusammen mit Sundaram am Gedenkstein neben dem Haus des kurz zuvor verstorbenen Gandhi (vgl. Foto). Ein anderer Besucher war Reisebuchautor Maximilian von Rogister aus Deutschland. Er lernte das Haus und die Gedenkstätte im Jahr 1959 kennen und erzählte davon in seinem Buch „Indien ist anders“ (1964).
1999 stellte die BHU ein Konzept vor, die einstigen Häuser von Malaviya und Sundaram zu einem Denkmalareal („Heritage Complex“) zu gestalten. Sundarams Haus erhielt dabei die Bezeichnung „Gandhi Bhawan“, mit Bezug zu Gandhis mehrfachen Besuchen sowie zum Gedenkstein. Diese Bezeichnung findet sich aktuell in der Adressangabe des derzeitigen Hausnutzers wieder, der Fernuniversität IGNOU.